# Турки в Сербии
Турки в Сербии или сербские турки (серб. Турци у Србији, тур. Sırp Türkleri) — жители Сербии, имеющие турецкое происхождение.

## История

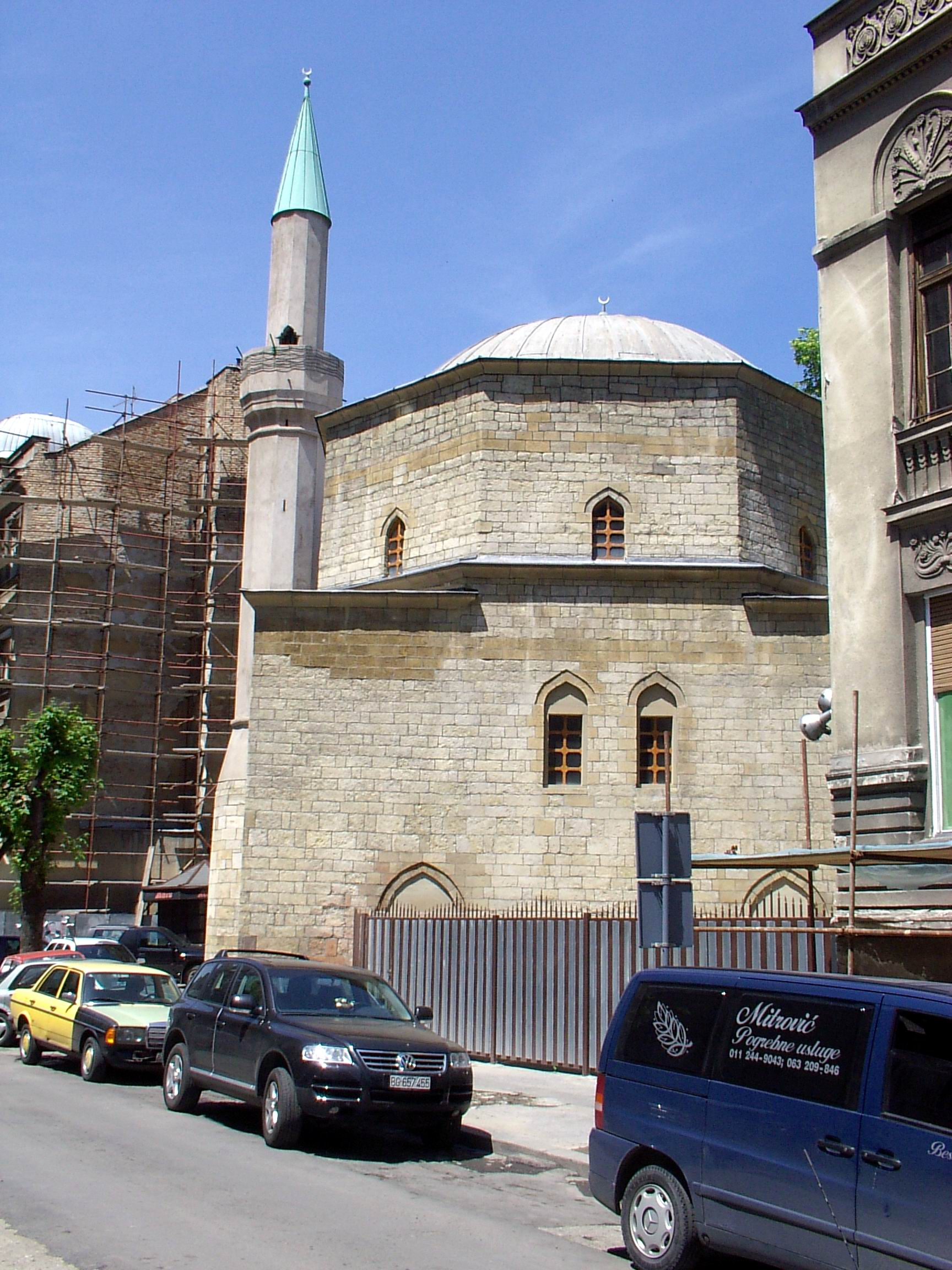
Мечеть Байракли в Белграде, единственная мечеть сохранившаяся в городе со времён османского господства

Турки начали селиться на территории Сербии после османского завоевания.
Во время османского правления балканские города стали очагами исламизации, что оказало непосредственное влияние на общую культурную обстановку (к концу турецкого правления во всех городах христиане составляли лишь треть населения). Кроме того, во многих лучших землях, в долинах рек, стали расселяться турки, туркмены, юрюки, кочевники из Анатолии, Персии.
После признания турками автономии Сербского княжества в 1830 году, турецкое население, жившее почти исключительно в городских районах, начало эмигрировать. В 1862 году оставшемуся турецкому населению, в том числе 3 000 жителям Белграда, пришлось покинуть территорию княжества.

## Население
Турки не были включены в первую перепись населения княжества Сербия, проведённую в 1834 году.
По данным переписи 2011 года в Сербии проживало 647 человек, из которых только 420 человек назвали турецкий родным языком. Большинство турок проживало в городах Белград (208 человек), Нови-Пазар (88 человек) и Нови-Сад (50 человек).
| Результаты переписей населения в Сербии |        |                       |
| Год переписи                            | Турки  | % от общего населения |
| 1948                                    | 1 914  | 0,03 %                |
| 1953                                    | 54 626 | 0,78 %                |
| 1961                                    | 44 434 | 0,58 %                |
| 1971                                    | 18 220 | 0,22 %                |
| 1981                                    | 13 890 | 0,15 %                |
| 1991                                    | 765    | 0,01 %                |
| 2002                                    | 522    | 0,01 %                |
| 2011                                    | 647    | 0,01 %                |

По переписи населения 2011 года турки в Сербии проживали в следующих регионах:
| Статистические регионы           | Турки (Перепись 2011 года) | % от общего населения |
| -------------------------------- | -------------------------- | --------------------- |
| Белградский регион               | 210                        | 0,01 %                |
| Регион Воеводина                 | 117                        | 0,01 %                |
| Регион Шумадия и Западная Сербия | 193                        | 0,01 %                |
| Регион Восточная и Южная Сербия  | 127                        | 0,01 %                |
| Регион Косово и Метеохия         | нет данных                 | нет данных            |

На территории Автономного края Косово и Метохия, фактически контролирующемся частично признанной Республикой Косово, также проживает турецкая община.